# South African Airways Museum Society
La South African Airways Museum Society est un musée aérien en Afrique du sud, consacrée à l'histoire de South African Airways (SAA) et plus généralement à celle de l'aviation civile dans le pays.

## Site et création
Le musée se trouve à Germiston, localité qui jouxte Johannesburg, dans l'enceinte de l'aéroport Rand (AITA: QRA). C'est un aéroport peu important au XXIe siècle, abritant principalement des avions légers, une école de pilotage, et quelques avions d'affaires, mais qui fut, dans les années 1970, le plus important du continent africain et de l'hémisphère sud. La SAAMS est une organisation à but non lucratif créée en 1986.

## Avions en exposition statique
Le musée possède une collection d'anciens appareils commerciaux, la plupart ont été donnés par SAA à la fin de leur carrière opérationnelle :
- Lockheed L-18 Lodestar
- De Havilland DH.104
- Lockheed L-1649 Starliner
- Vickers VC.1 Viking
- Douglas DC-4
- Boeing 707
- Boeing 737-200
- Boeing 747-200
- Boeing 747SP

## Avions exploités
D'autres appareils ne sont pas seulement exposés : ils sont maintenus en état de vol et servent à des vols de démonstration, des baptêmes de l'air, des vols touristiques. Cela comprend un bimoteur CASA 352L, version espagnole du Junkers Ju 52.

## Galeries
Outre les avions, le musée expose, dans une galerie, de nombreux objets liés à l'histoire de SAA : uniformes, photos, brochures et affiches publicitaires, modèles réduits d'avions, etc.